# Friedrich Wilhelm von Bicken
Friedrich Wilhelm Freiherr von Bicken († 1732 in Erfurt) war achter Statthalter Erfurts, Domkapitular zu Mainz, Hofrat zu Wien und Generalvikar. Er stammte wie auch der Erzbischof von Mainz, Johann Adam von Bicken, aus dem Geschlecht derer von Bicken.

## Leben
Sein kinderloser Verwandter Hans Georg von Bicken hatte in seinem Vermächtnis bestimmt, dass nach seinem Tod all sein Hab und Gut wieder in den Besitz derer von Bicken eingehen sollte. Im Widerspruch hierzu teilte Johann Hermann Schenk zu Schweinsberg 1631 den Nachlass von Hans Georg von Bicken in Fronhausen, Seelbach und Bicken auf und verkaufte die Teile an Einwohner der drei Dörfer.
Aufgrund der Eigenschaft, als Reichsfreiherr reichsunmittelbar zu sein, verfügte Friedrich Wilhelm von Bicken als Kaiserlicher Hofrat zu Wien und Domherr zu Mainz über direkte Verbindungen zum Kaiser Leopold I. und zum Mainzer Erzbischof Lothar Franz von Schönborn. Diese nutzend, erhob er 1679 Klage beim Kaiserlichen Kammergericht und beim Kaiser selbst auf Herausgabe aller vorher in Bickener Ritterbesitz gewesenen Güter. Dies umfasste Güter in Siegen und bereits aufgeteilte und an Privatleute verkaufte ehemalige Besitztümer in Fronhausen, Seelbach und Bicken. Er forderte von den Gemeinden mit Zins (5 %) und Zinseszins die Summe von 40.000 Gulden.
Den Ausgang dieses Rechtsstreits erlebte Friedrich Wilhelm nicht mehr, denn der Streit zog sich über 50 Jahre und die Regierungszeit von drei Kaisern (Leopold I., Joseph I. und Karl VI.) hin und wurde 1732 durch den Tod Friedrich Wilhelms als Letzten derer von Bicken ergebnislos beendet.
Friedrich Wilhelm war um 1708 Generalvikar, worauf unter anderem in der Gedenkinschrift zum Bau der Hubertuskapelle in Kleinostheim Bezug genommen wird.
Im Jahre 1717 trat er das Amt des Statthalters zu Erfurt an und führte es bis zu seinem Tod im Jahre 1732, woraufhin er in der Kirche St. Wigbert beigesetzt wurde.
Unter seiner Verwaltung des Kurmainzer Erfurter Staats entwickelte sich das Tuchgewerbe zu einem der vorherrschenden Produktionszweige in der Stadt. Die Vitikirche in Gispersleben wurde unter Einbeziehung mittelalterlicher Bauteile neu erbaut.
| Personendaten    | Personendaten                                         |
| ---------------- | ----------------------------------------------------- |
| NAME             | Bicken, Friedrich Wilhelm von                         |
| ALTERNATIVNAMEN  | Bicken, Friedrich Wilhelm Freiherr von                |
| KURZBESCHREIBUNG | Hofrat zu Wien, Mainzer Domherr, Erfurter Statthalter |
| GEBURTSDATUM     | 17. Jahrhundert                                       |
| STERBEDATUM      | 1732                                                  |
| STERBEORT        | Erfurt                                                |